# 三笑亭夢丸 (初代)
初代 三笑亭 夢丸（さんしょうてい ゆめまる、1945年〈昭和20年〉10月4日 - 2015年〈平成27年〉3月7日）は、落語芸術協会所属の落語家。本名∶坂田 宏。神奈川県横浜市出身。出囃子は『元禄花見踊』。
横浜市立金沢高等学校卒業。身長172cm。血液型はA型。

## 芸歴
- 1964年（昭和39年）4月 - 三笑亭夢楽に入門[2]。夢八[3] を名乗る[4]。
- 1967年（昭和42年）8月 - 二ツ目に昇進。
- 1969年（昭和44年）11月9日 - 日本テレビ『笑点』の座布団運びを翌年6月14日まで務める[5]。

この時期の『笑点』はチーム対抗制で、夢八（当時）は2代目三遊亭歌奴（3代目三遊亭圓歌）チームの担当だった。ちなみに、4代目三遊亭金馬チームの担当は三遊亭笑遊（現：5代目三遊亭圓遊）だった。
- 1978年（昭和53年）4月 - 真打昇進[2]。夢丸と改名[4]。
- 2010年（平成22年）春 - 右の鼻に違和感を覚え、病院の検査で中咽頭がんであることが判明。以降、再発と転移を繰り返し、体調を考慮しながら高座に専念していた[6]。
- 2015年（平成27年）春 - 弟子の三笑亭夢吉の真打昇進に伴い、夢吉に夢丸の名前を譲ることを発表[7]。笑福亭鶴光のTwitterによると、自身は再び夢八を名乗るとのことであった[8]。
- 2015年（平成27年）3月7日、中咽頭がんのため、死去[9]。69歳没。弟子の朝夢と夢吉改め2代目夢丸の真打昇進を見届けることと、自身が夢八に戻ることは共に叶わず。最後の高座は、2014年3月29日千葉県長慶寺での「看板のピン」[10]となった。町屋斎場で通夜・葬儀が執り行われた。戒名は「興笑院夢褥宏舌居士（こうしょういんむのくこうぜつこじ）」[11]。墓所は東京・妙泉寺メモリアルガーデン上野。

## 人物
- 『ルックルックこんにちは』（日本テレビ）のリポーターを19年間務め、同番組では国内外を問わず3,000か所以上を取材した。

## 夢丸新江戸噺
2001年（平成13年）ごろから自主的にテレビ出演を控えるようになり、ライフワークとして、演芸情報誌「東京かわら版」と編集長の大友浩（当時）の協力のもと、江戸を舞台にした古典題材の落語台本を一般公募、優秀作を「夢丸新江戸噺」として高座にかけた。応募資格はプロアマ問わず、台本の条件は「日本人が着物を着ていた時代を背景とする噺」。ストーリー性があり、口演に30分以上必要な噺を希望していた。初回の審査員は大野桂（演芸作家）、神津友好、花井伸夫（演芸評論家、当時スポーツニッポン記者）、大友浩、三笑亭夢丸。
台本の公募は2001年から2011年まで続けられ、懸賞金（最優秀賞30万円）は夢丸自身が用意していた。公募企画は当初は5年で終了予定だったが延長され、夢丸の体調不良により、2011年（平成23年）で終了。
第一回の受賞者のうちの一人は夢丸に入門、三笑亭小夢となった。また、立川寸志は、落語家となる前の出版社の編集者時代に何回か応募したが選外だった。

### 受賞作一覧[17]
- 第1回（2001年）優秀賞「夢の破片」（三ツ橋良紀）、「小桜」（冨田龍一）、「太公望」（向山正家）
- 第2回（2002年）優秀賞「ちぎり」（中井酸味人[17][18]）、「昼神様」（久郷椋子）
  - 夢丸特別賞「椿の喧嘩」（藤原美和）
- 第3回（2003年）最優秀賞「えんぜる」（冨田龍一）
  - 審査員特別賞  「蛙の子」（本田久作）「いろがたき」（冨田龍一）
- 第4回（2004年）審査員特別賞「こころもち」（小林勝彦）
- 第5回（2005年）該当作なし
- 第6回（2006年）優秀賞「かがみ」（渡辺敏郎）
- 第7回（2007年）優秀賞「三文銭」（山田浩二）[19]
- 第8回（2008年）審査員特別賞「紅き手の平」（味田恵里香）[20][21]
- 第9回（2009年）優秀賞「身替わり首」（中島要）
  - 審査員特別賞「拝み絵馬」（栗原昇）[22]
- 第10回（2010年）夢丸特別賞「花いちもんめ」（井口守）[23]
- 第11回（2011年）

## CD
- 『えんぜる〜夢丸新江戸噺』5枚組、WZCR-77001（ワザオギ）

2006年10月15日発売、7,714円（税込）、500セット限定（製造・販売終了）
1枚目「えんぜる」「夢の破片」
2枚目「小桜」「椿の喧嘩」
3枚目「太公望」「こころもち」
4枚目「昼神様」「ちぎり」
5枚目「いろがたき」「蛙の子」
USENの番組「うきうき落語会」（司会進行、大友浩）の第297回（2016年8月前半）および第298回（同月後半）の放送において、三笑亭夢丸を偲び「夢丸新江戸噺大特集」として、CD音源の6席とインタビュー（CD未収録）を放送した。

## DVD
- 台東芸能文庫（6）落語家 三笑亭夢丸（2013年、台東区） - 「えんぜる」を収録。非売品。台東区中央図書館でのみ閲覧・貸出可[24]。

## 書籍
- 『新しいかくし芸アイデア集』（有紀書房）1983年6月 ISBN 9784638007471
- 『夢丸の日本列島釣りある記』（リヨン社）1987年5月 ISBN  9784576870458
- 『えんぜる―夢丸新江戸噺』（水曜社）2006年10月　ISBN 4880651826　同名のCDと同じ演目を収録　著：三笑亭夢丸、編集：大友浩

## 主な出演番組

### テレビ番組
- 連想ゲーム（NHK）
- 笑点（日本テレビ）
- ミセス&ミセス（日本テレビ）- 「テレビ三面記事」リポーター
- ルックルックこんにちは（日本テレビ）
- 11PM（読売テレビ）
- 3時のあなた（フジテレビ）
- ザ・ガマン（フジテレビ）
- がまかつ 日本列島釣りある記（テレビ朝日）
- アフタヌーンショー（テレビ朝日）
- フィッシング・ナウ（独立UHF局などのローカル局）

### ラジオ番組
- 榎さんのお昼だよ〜!（TBSラジオ） - 「TBS950」食べ歩きレポーター（夢八時代）
- それいけドドド（1980年、信越放送） - レギュラー[25]
- 週刊ツムラ街角パラダイス（TBSラジオ） - メインパーソナリティ
- マット安川のスーパーフライデー（2010年2月12日、ラジオ日本） - ゲスト

## 弟子

### 真打
- 三笑亭夢花
- 三笑亭小夢
- 二代目三笑亭夢丸

### 独立
- 三代目東生亭世楽 - 桂枝助門下より移籍

### 廃業
- 三笑亭正夢
- 三笑亭夢七